# Xã Westtown, Quận Chester, Pennsylvania
Xã Westtown (tiếng Anh: Westtown Township) là một xã thuộc quận Chester, tiểu bang Pennsylvania, Hoa Kỳ. Năm 2010, dân số của xã này là 10.827 người.